# Вежховиці (Мілицький повіт)
Вежховиці (пол. Wierzchowice) — село в Польщі, у гміні Крошниці Мілицького повіту Нижньосілезького воєводства.
Населення — 771 особа (2011).
У 1975-1998 роках село належало до Вроцлавського воєводства.

## Демографія
Демографічна структура станом на 31 березня 2011 року:
|          | Загалом | Допрацездатний вік | Працездатний вік | Постпрацездатний вік |
| -------- | ------- | ------------------ | ---------------- | -------------------- |
| Чоловіки | 371     | 92                 | 256              | 23                   |
| Жінки    | 400     | 85                 | 233              | 82                   |
| Разом    | 771     | 177                | 489              | 105                  |